# Nicolas Witkowski
 (janvier 2017).
Si vous disposez d'ouvrages ou d'articles de référence ou si vous connaissez des sites web de qualité traitant du thème abordé ici, merci de compléter l'article en donnant les références utiles à sa vérifiabilité et en les liant à la section « Notes et références ».
Pour les articles homonymes, voir Witkowski.
Nicolas Witkowski, né le 29 septembre 1949 à Échauffour et mort le 5 juillet 2020 à Vivoin, est un écrivain et éditeur français.

## Biographie
Parallèlement à une carrière de professeur de physique dans le secondaire, il travaille dans l'édition (Larousse, La Découverte, Le Seuil de 1992 à 2011, Gallimard de 2011 à 2013, où il tente de recréer une collection 'Sciences', puis les éditions Odile Jacob à partir de 2013) et dans le journalisme scientifique (presse, radio, télévision). Il est aussi traducteur.